# 파니 말레테
파니 말레테(Fanny Mallette, 1975년 9월 24일 ~ )는 캐나다의 배우이다.
몬트리올에서 태어났다.

## 영화
- 코러스 (2015년)
- 킹 치킨 (2010년)
- 세븐데이즈 (2010년) - 실비 하멜 역
- Surmenage (2009년)
- 컨티넨털 (2007년)
- 오후 8시 17분 달링가 (2003년)
- 술을 마시는 여인 (2001년)